# Melko Čingrija
Melko Čingrija (1. dubna 1873 Dubrovník – 8. prosince 1949 tamtéž) byl rakouský právník a politik chorvatské národnosti z Dalmácie, na počátku 20. století poslanec Říšské rady a starosta Dubrovníku, v meziválečném období viceguvernér jugoslávské národní banky.

## Biografie
V době svého působení v parlamentu se uvádí jako advokát v Dubrovníku. Studoval práva na Vídeňské univerzitě a Záhřebské univerzitě. V roce 1895 byl promován na doktora práv na Univerzitě Štýrský Hradec. Pak si otevřel advokátní kancelář v Dubrovníku.
Jeho otec Pero Čingrija byl politikem a starostou Dubrovníka. Melko byl také politicky aktivní. Do roku 1905 patřil mezi členy Chorvatské národní strany (Hrvatska narodna stranka), pak se stal členem Chorvatské strany (Hrvatska stranka). V roce 1905 se podílel na tvorbě tzv. Rijecké rezoluce, která byla programovým manifestem chorvatského národního hnutí. Od roku 1903 do roku 1908 zasedal jako poslanec Dalmatského zemského sněmu. V roce 1917 patřil mezi signatáře tzv. májové deklarace.
V letech 1911–1914 a 1919–1920 zastával úřad starosty Dubrovníku.
Působil i coby poslanec Říšské rady (celostátního parlamentu Předlitavska), kam usedl ve volbách do Říšské rady roku 1911, konaných podle všeobecného a rovného volebního práva. Byl zvolen za obvod Dalmácie 09. Po volbách roku 1911 byl na Říšské radě členem poslaneckého Dalmatského klubu.
Jeho veřejná a politická dráha pokračovala i v meziválečném období. Bezprostředně po pádu monarchie byl členem Národní rady Státu Slovinců, Chorvatů a Srbů v Záhřebu a pak poslancem prozatímního Národního shromáždění (Skupština) Království Srbů, Chorvatů a Slovinců v Bělehradu. Roku 1919 se podílel na jednáních na Pařížské mírové konferenci. V roce 1926 vstoupil do Národní radikální strany Nikoly Pašiće.
V meziválečné éře působil jako ředitel správy Dubrovnické paroplavební společnosti a předseda obchodní a živnostenské komory v Dubrovníku. Zastával i funkci prezidenta místní společnosti na podporu turismu. V roce 1931 byl jmenován viceguvernérem Národní banky Jugoslávie. Za druhé světové války žil ve Splitu a psal paměti.